# 라테라노 오벨리스크

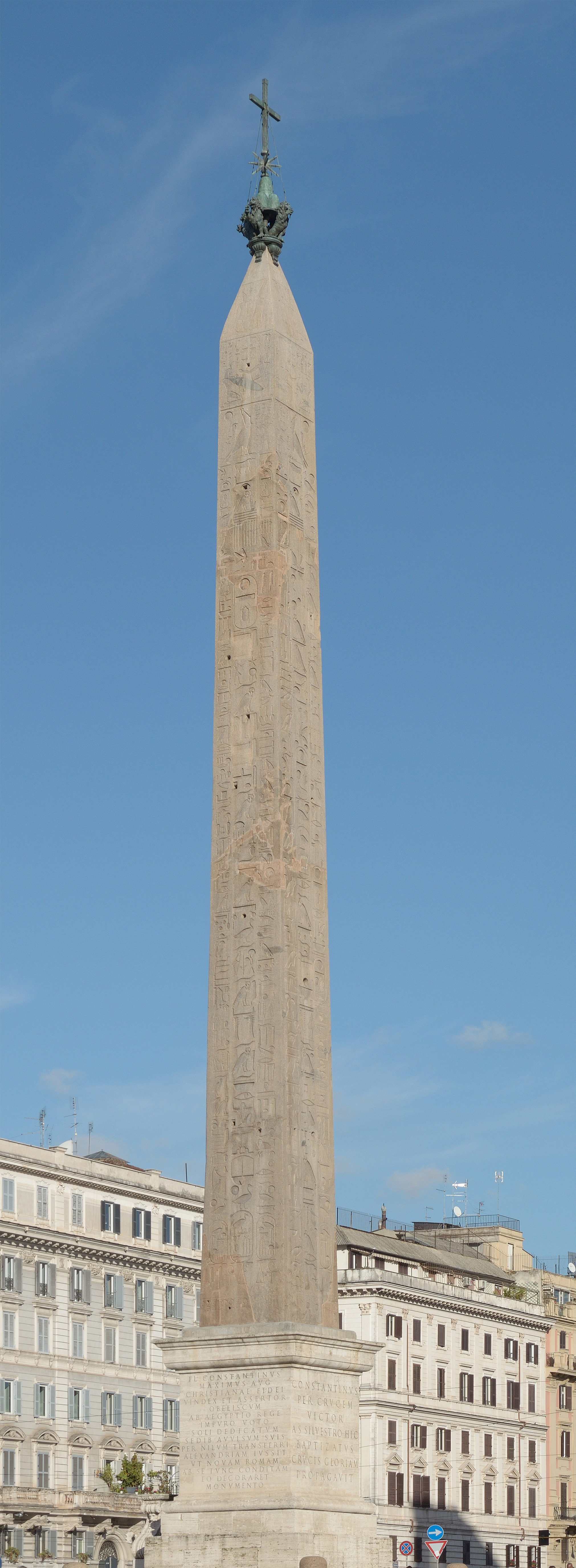
산 조반니 인 라테라노 대성당에서 바라본 오벨리스크

라테라노 오벨리스크 (Lateran Obelisk)는 이탈리아 로마의 산 조반니 인 라테라노 대성당과 산 조반니 아돌로라타 병원 사이의 광장에 위치한 오벨리스크이다. 이탈리아 최대이자 세계 최대의 이집트 오벨리스크이기도 하다. 무게는 원래 455톤에 달했으나 한차례 무너지고 다시 직립하기까지 4m 가량이 닳면서 현재 무게는 330톤이다.

## 역사
원래는 이집트 카르나크 아문 신전위치에 자리했던 오벨리스크였다. 4세기 초 콘스탄티누스 2세가 테오도시우스 오벨리스크와 함께 오벨리스크선을 이용해 나일강을 타고 알렉산드리아로 이전했다. 이후 두 탑을 로마 제국의 새 수도였던 콘스탄티노플로 가져가고자 하였으나 계획이 불발되어 그 자리에 남게 되었다.
수십 년간 알렉산드리아에 남아있던 오벨리스크는 콘스탄티누스 2세가 357년 알렉산드리아를 방문한 뒤 배에 실려 로마로 향하게 되었다. 당시 라테라노 오벨리스크는 또다른 이집트산 오벨리스크인 플라미니오 근처에 세워졌는데, 이쪽은 키르쿠스 막시무스의 '스피나' (척주)를 장식하기 위한 용도로 기원전 10년 아우구스투스가 세웠던 것이었다.위치 이 둘은 5세기경 서로마 제국이 망한 뒤 키르쿠스 막시무스가 폐허로 남은 뒤로도 남아 있다가, 끝내 무너지면서 로마를 흐르는 작은 시냇가의 진흙과 찌꺼기 속에 파묻혀 잠들어 있었다.
키르쿠스 막시무스가 사람들의 뇌리 속에서 잊혀진 이후, 1589년 G. 조에가는 <오벨리스크의 기원과 쓰임새> (De Origine et Usu Obeliscorum)라는 책에서 옛 키르쿠스 막시무스 자리에 그런 기념비가 있었다고 처음으로 밝혔다. 이 책에는 콘스탄티누스가 아버지의 오벨리스크를 이전해 세운 뒤 "오벨리스크에 긴 경구를 네 면에 새겨" 봉헌한 과정을 담고 있다.

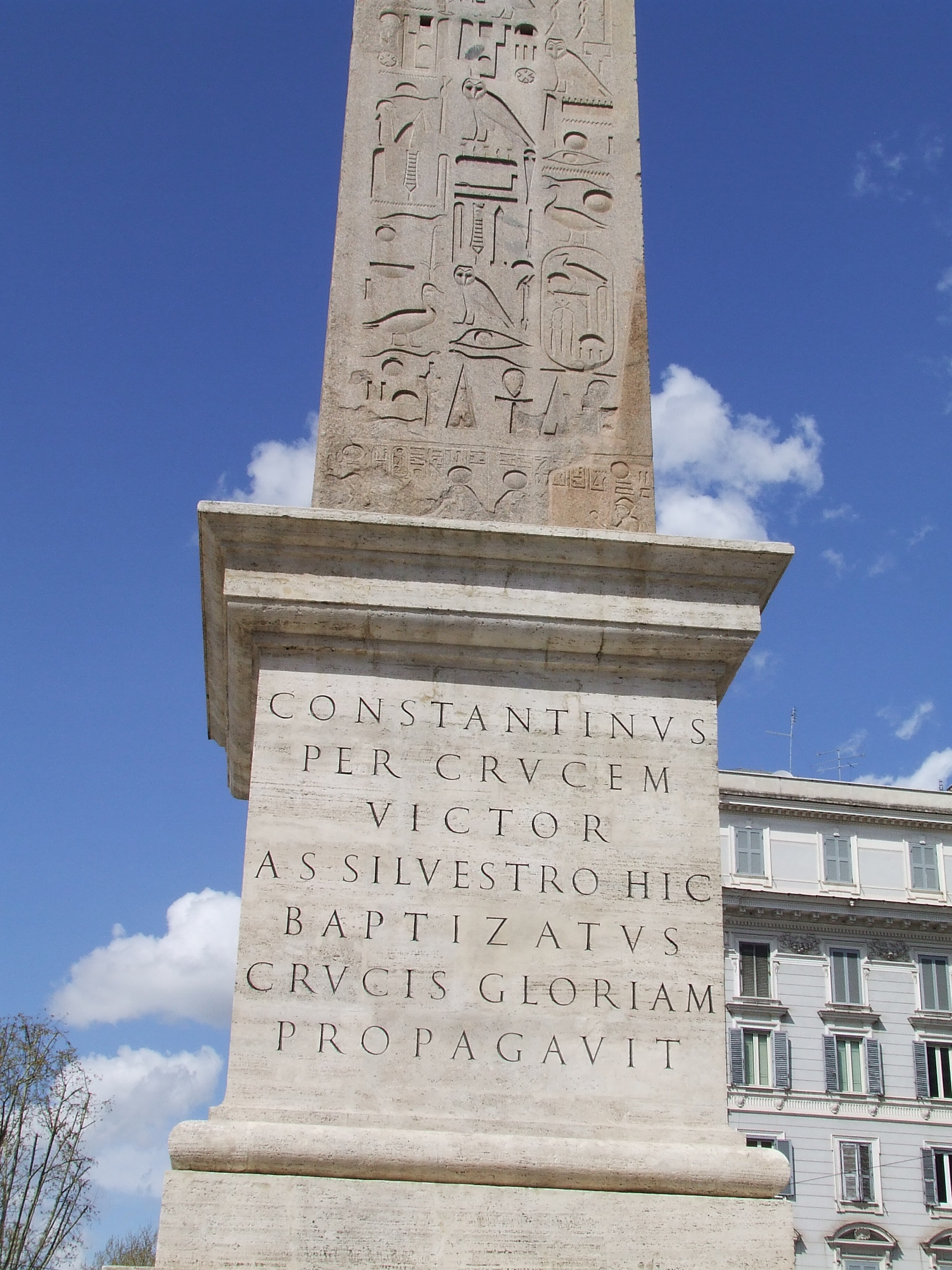
1588년에 세울 당시에 제작된 오벨리스크 하층부

14~15세기에 접어들면서 오벨리스크의 파편이 발견되기 시작했지만 제대로 된 발굴은 교황 식스토 5세 대에 들어서야 이뤄질 수 있었다. 1587년 세동강난 라테라노 오벨리스크가 발굴되면서 건축가 도메니코 폰타나의 복원을 거쳐 다시 세워지게 되었다. 이때 높이는 예전보다 4m 짧아지게 되었다. 1588년 8월 9일 라테라노 궁전과 산 조반니 인 라테라노 대성당 부근에 세워진 라테라노 오벨리스크는 로마에서 마지막으로 세워진 고대 이집트의 오벨리스크가 되었다. 이 자리에는 본래 마르쿠스 아우렐리우스의 기마상이 세워져 있었으나 1538년 카피톨리노 언덕의 캄피돌리오 광장으로 옮겨 세워진 상태였다.
라테라노 오벨리스크의 꼭대기에는 십자가로 장식되어 있으며 이집트에서의 내력, 알렉산드리아에서 로마로 거쳐온 과정, 그리고 콘스탄티누스 대제의 세례 등을  밝혀놓은 설명판이 있다.

## 옛 위치
- ^  이집트 카르나크의 오벨리스크 위치 북위 25° 43′ 7.46″ 동경 32° 39′ 26.64″ / 북위 25.7187389°  동경 32.6574000°
- ^  로마 키르쿠스 막시무스의 오벨리스크 위치북위 41° 53′ 6.31″ 동경 12° 29′ 14.45″ / 북위 41.8850861°  동경 12.4873472°